# Verbandsgemeinde Enkenbach-Alsenborn (1972–2014)

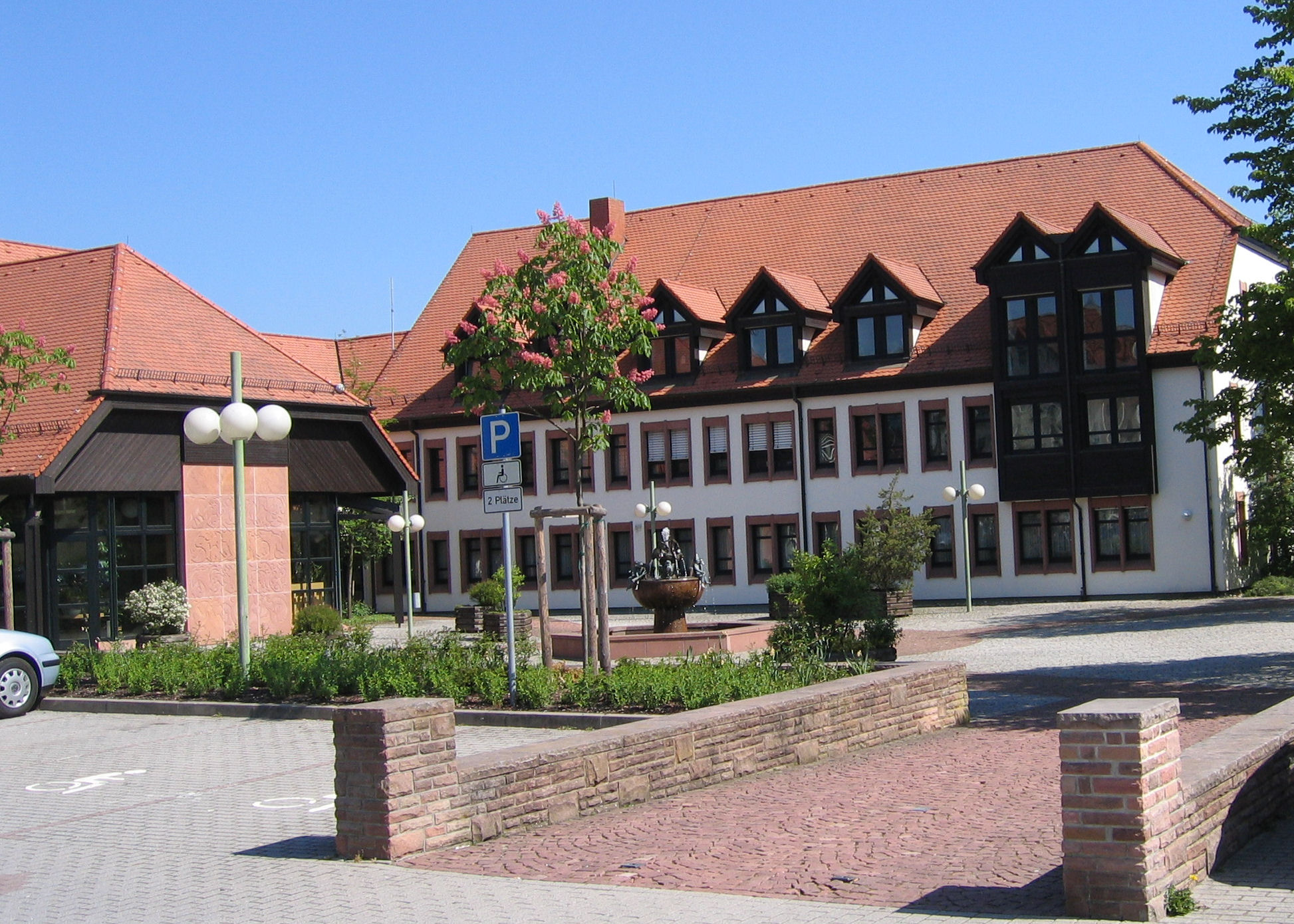
Verwaltungsgebäude der Verbandsgemeinde Enkenbach-Alsenborn (2007)

Die Verbandsgemeinde Enkenbach-Alsenborn (1972–2014) war eine Gebietskörperschaft im Landkreis Kaiserslautern in Rheinland-Pfalz. Der Verbandsgemeinde gehörten vier eigenständige Ortsgemeinden an, der Verwaltungssitz war in der namensgebenden Gemeinde Enkenbach-Alsenborn.
Zum 1. Juli 2014 wurde die südlich benachbarte Verbandsgemeinde Hochspeyer in die neue Verbandsgemeinde Enkenbach-Alsenborn eingegliedert.

## Verbandsangehörige Gemeinden
| Ortsgemeinde                         | Fläche (km²) | Einwohner |
| ------------------------------------ | ------------ | --------- |
| Enkenbach-Alsenborn                  | 30,04        | 6.803     |
| Mehlingen                            | 21,95        | 3.730     |
| Neuhemsbach                          | 6,66         | 826       |
| Sembach                              | 5,49         | 1.136     |
| Verbandsgemeinde Enkenbach-Alsenborn | 64,15        | 12.495    |

(Einwohner am 31. Dezember 2012)

## Geschichte
Die Verbandsgemeinde Enkenbach-Alsenborn wurde im Rahmen der Mitte der 1960er Jahre begonnenen rheinland-pfälzischen Funktional- und Gebietsreform auf der Grundlage des „Dreizehnten Landesgesetzes über die Verwaltungsvereinfachung im Lande Rheinland-Pfalz“ vom 1. März 1972, in Kraft getreten am 22. April 1972, neu gebildet. Die Gemeindeverwaltungen Enkenbach-Alsenborn und Neuhemsbach, die „Gemeinschaftlichen Bürgermeistereien“ Mehlingen und Sembach und die Steuer- und Gemeindeeinnehmerei Enkenbach-Alsenborn wurden aufgelöst und die Verwaltung der Ortsgemeinden der Verbandsgemeindeverwaltung übertragen.

## Bevölkerungsentwicklung
Die Entwicklung der Einwohnerzahl bezogen auf das Gebiet der Verbandsgemeinde Enkenbach-Alsenborn zum Zeitpunkt ihrer Auflösung; die Werte von 1871 bis 1987 beruhen auf Volkszählungen:
| Jahr | Einwohner |
| 1815 | 3.678     |
| 1835 | 5.144     |
| 1871 | 5.755     |
| 1905 | 6.339     |
| 1939 | 6.917     |
| 1950 | 7.973     |

| Jahr | Einwohner |
| 1961 | 10.006    |
| 1970 | 10.625    |
| 1987 | 11.301    |
| 1997 | 12.973    |
| 2005 | 13.059    |
| 2013 | 12.521    |

## Politik

### Verbandsgemeinderat
Der Verbandsgemeinderat Enkenbach-Alsenborn bestand aus 28 ehrenamtlichen Ratsmitgliedern und dem hauptamtlichen Bürgermeister als Vorsitzendem.
Die Sitzverteilung im Verbandsgemeinderat:
| Wahl | SPD | CDU | FDP | FWG | Gesamt   |
| ---- | --- | --- | --- | --- | -------- |
| 2009 | 11  | 11  | 2   | 4   | 28 Sitze |
| 2004 | 10  | 12  | 1   | 5   | 28 Sitze |

### Bürgermeister
Bürgermeister der Verbandsgemeinde waren seit Gründung im Jahr 1972:
1. Karl Ruby vom 18. Mai 1972 bis zum 17. Mai 1982
2. Hans Buch vom 18. Mai 1982 bis zum 31. Dezember 2001
3. Jürgen Metz vom 1. Januar 2002 bis zum 11. Juni 2004
4. Jürgen Wenzel vom 8. September 2004 bis zum 30. Juni 2014

### Wappen
Beschreibung: „In achtfach von Rot und Silber geteiltem Schildbord unter einem durch eine Wellenlinie geteilten silbernen Schildhaupt, darin zwei rote Bollen, in Blau eine silberne Lilie.“ Genehmigt wurde es am 25. August 1978.